# الغ‌بیگ (دهانه)
الغ‌بیگ یک دهانه برخوردی در ماه‌ است.